# Роузвуд-Гайтс (Іллінойс)
Роузвуд-Гайтс (англ. Rosewood Heights) — переписна місцевість (CDP) в США, в окрузі Медісон штату Іллінойс. Населення — 3971 особа (2020).

## Географія
Роузвуд-Гайтс розташований за координатами 38°53′16″ пн. ш. 90°4′24″ зх. д. / 38.88778° пн. ш. 90.07333° зх. д. (38.887788, -90.073246).  За даними Бюро перепису населення США в 2010 році переписна місцевість мала площу 4,29 км², з яких 4,29 км² — суходіл та 0,01 км² — водойми.

## Демографія
Згідно з переписом 2010 року, у переписній місцевості мешкало 4038 осіб у 1653 домогосподарствах у складі 1180 родин. Густота населення становила 941 особа/км².  Було 1753 помешкання (408/км²).
Расовий склад населення:
| - 97,2 % — білих - 0,5 % — азіатів - 0,4 % — чорних або афроамериканців - 0,2 % — корінних американців |

До двох чи більше рас належало 1,0 %. Частка іспаномовних становила 1,9 % від усіх жителів.
За віковим діапазоном населення розподілялося таким чином: 20,7 % — особи молодші 18 років, 60,2 % — особи у віці 18—64 років, 19,1 % — особи у віці 65 років та старші. Медіана віку мешканця становила 43,6 року. На 100 осіб жіночої статі у переписній місцевості припадало 99,1 чоловіків;  на 100 жінок у віці від 18 років та старших — 98,1 чоловіків також старших 18 років.
Середній дохід на одне домашнє господарство  становив 59 990 доларів США (медіана — 52 854), а середній дохід на одну сім'ю — 68 729 доларів (медіана — 61 723). Медіана доходів становила 41 831 долар для чоловіків та 31 002 долари для жінок. За межею бідності перебувало 6,0 % осіб, у тому числі 7,9 % дітей у віці до 18 років та 4,5 % осіб у віці 65 років та старших.
Цивільне працевлаштоване населення становило 2140 осіб. Основні галузі зайнятості: освіта, охорона здоров'я та соціальна допомога — 19,5 %, виробництво — 18,3 %, транспорт — 17,9 %.